# Michelsthal
Michelsthal ist eine Einöde in Tiefenbach im Oberpfälzer Landkreis Cham in Bayern, es ist aber kein amtlich benannter Gemeindeteil.

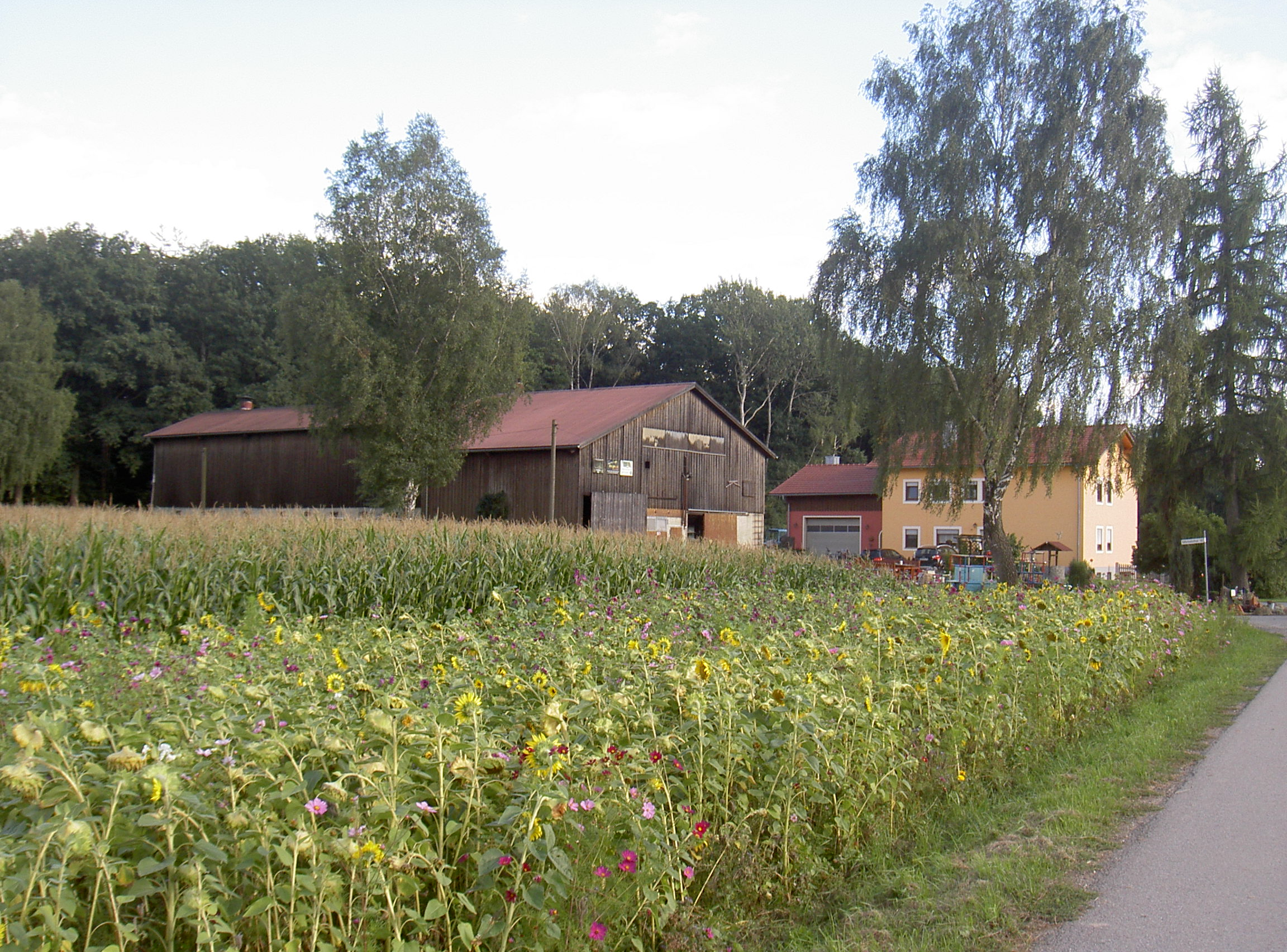
Bauernhof in Michelsthal

## Geographische Lage
Die Einöde Michelsthal liegt etwa 1,5 Kilometer südöstlich von Tiefenbach, 750 Meter nordöstlich der Staatsstraße 2400 und 200 Meter nordöstlich von Voglmühle.
Michelsthal liegt auf dem Westufer der Bayerischen Schwarzach, die 900 Meter weiter südlich in den Silbersee mündet.
Michelsthal liegt 300 Meter nördlich eines namenlosen Baches (GEWKZ 146272). Dieser Bach entspringt auf 611 Meter Höhe 540 Meter südöstlich von Hoffeld, fließt dann Richtung Südosten, passiert bei der Staatsstraße 2400 die Ortschaft Fahrenweiher  mit dem gleichnamigen Weiher, fließt 60 Meter westlich an der Voglmühle vorbei und mündet schließlich 300 Meter südlich von Michelsthal in die Bayerische Schwarzach.
Vom südlichen Ortsrand Tiefenbachs führt eine schmale Gemeindestraße nach Michelsthal und Voglmühle. Diese Straße trägt ebenfalls den Namen Michelsthal. Die Einöde Michelsthal hat die Hausnummern 17 und 18 der Straße Michelsthal.

## Geschichte
Mitte des 18. Jahrhunderts gingen viele Eisenhämmer der Oberpfalz aufgrund des Holzmangels ein und es entstanden an ihrer Stelle Glasschleifen. Der hohe Bedarf an Tafelglas, der von Nürnberg und Fürth ausging, führte zum schnellen Aufblühen dieses neuen Gewerbes. In Nürnberg und Fürth befand sich der deutsche Handelsmittelpunkt für Tafelglas. 
1832 stellte Bernhard Seibert aus Tiefenbach einen Antrag zur Errichtung einer Glasschleife. Bernhard Seibert gehörte das Holz zwischen Tiefenbach und Treffelstein an der Bayerischen Schwarzach, die hier auch Hammerbach genannt wurde. Es begann eine komplizierte bürokratische Prozedur. Für die Genehmigung waren die Zustimmung der Grund- und Gutsherrschaft, des Königlichen Landgerichts Neunburg vorm Wald, des Rentenamtes Nabburg und des Oberzollamtes Waldmünchen notwendig. Über die Nutzung des Wassers musste mit der nahe stromab gelegenen Sägmühle (heute auf dem Grund des Silbersees) verhandelt werden.
Schließlich wurde in Michelsthal ein großes Gebäude errichtet. Im Erdgeschoss befand sich die Glasschleife. Im ersten Stock lagen die Polierstube und die Wohnungen für den Schleifmeister und den Poliermeister. Neben diesem Gebäude lag die Radstube mit drei Wasserrädern und den zugehörigen Gerinnen.
Anfang des 20. Jahrhunderts gingen die Glasschleifen ein und die vorhandenen Wasserbauten wurden in Wasserkraftwerke zur Stromgewinnung umgewandelt. 200 Meter nordwestlich der Glasschleife entstand ein Bauernhof.

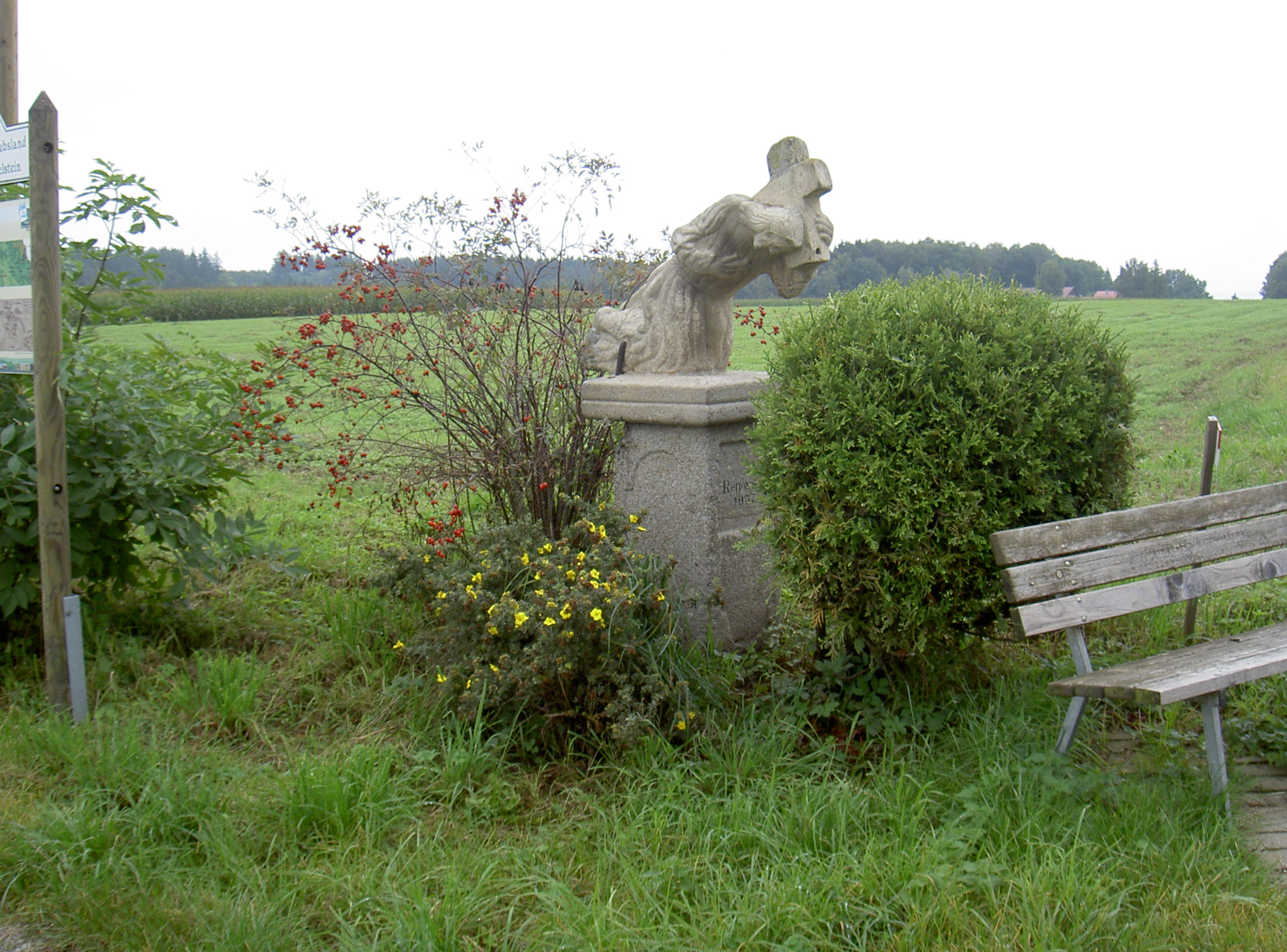
Kreuzschlepper im Hintergrund der Bauernhof in Michelsthal

## Sehenswürdigkeiten
An der Straße Michelsthal, etwa in der Mitte zwischen Tiefenbach und der Einöde Michelsthal befindet sich die denkmalgeschützte Granit-Figur des Kreuzschleppers, auch steinerner Herrgott genannt (Denkmalnummer: D-3-72-163-8). Sie stammt aus dem 18. Jahrhundert.